# Хрест святого Георгія
Хрест святого Георгія, в українських джерелах частіше Хрест святого Юрія — червоний хрест симетрично розташований на білому тлі. Центр хреста збігається із серединою білої поверхні на яку він нанесений. Він є символом християнського святого і мученика святого Юрія (також, у російських джерелах частіше Георгія) (грец. Άγιος Γεώργιος).
Хрест святого мученика Юрія, який помер у 303 році, використовувався під час хрестових походів, походить з XII століття і був на той час улюбленим символом лицарів і знаті. Ця популярність привела до його використання як символа в багатьох християнських країнах від Ефіопії до Англії. З XIII століття простий Хрест святого Юрія є прапором Англії, а святий Юрій її покровителем, як і Грузії, Греції, Арагона, Генуї та Барселони.
В Україні хрест асоціювався із нащадками Юрія Львовича та його володіннями. Хрест закріпився як герб Волині.

## Галерея

Прапор Візантійської імперії
Прапор Англійського королівства
Прапор Генуезької республіки
Хрест святого Юрія як складова частина Єрусалимського хреста на прапорі Грузії.
Прапор Ольстера
Колишній прапор Північної Ірландії
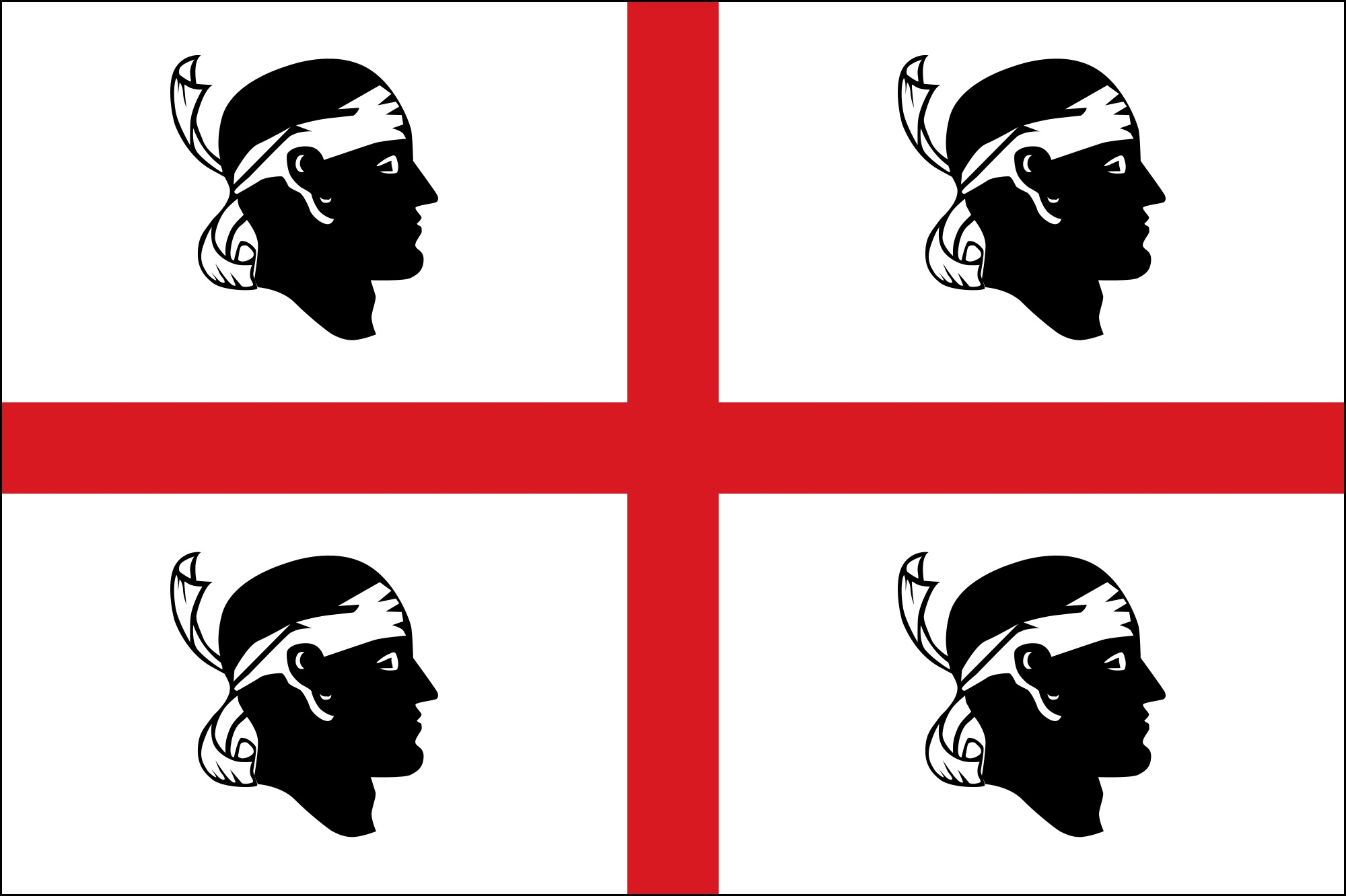
Прапор Сардинії
Прапор Гернсі
Прапор Олдерні
Прапор Сарку
Прапор Герма
Прапор Альмерії, Іспанія
Прапор Сарагоси, Іспанія
Прапор Теруелі, Іспанія
Прапор канадської провінції Альберта
Прапор канадської провінції Монітоба
Прапор канадської провінції Онтаріо
Прапор Барселони
Прапор Амерсфорта
Прапор Лондонського Сіті
Прапор міста Лінкольн, Англія
Прапор міста Йорк, Англія
Прапор міста Монреаль, Канада
Прапор міста Альмерія, Іспанія
Прапор міста Тудела, Іспанія
Прапор міста Фрайбург, Німеччина

### Італійські міста

Алессандрія
Болонья
Капрая-Ізола
Генуя
Мантуя
Мілан
Нові-Лігуре
Падуя
Реджо-нель-Емілія
Варезе